# アダルトスイム
アダルトスイム（Adult Swim）は、アメリカ合衆国のカートゥーン ネットワークで、大人向けに番組を編成するために設定した放送時間帯の名称である。
放送時間は総じてカートゥーン ネットワークの夕から未明にかけてで、番組はオリジナル作品の他、シンジケート化された作品や日本のアニメ作品などが挙げられる。カートゥーン ネットワークで日中に放送される子供向け番組とは対照的に、これらの作品は18歳以上の視聴者向けとしている。アダルトスイムは「制作会社」ウィリアムズ・ストリートが全体の形成をしている。放送時間は21:00 - 6:00 東部標準時（EST）及び20:00 - 6:00 東部夏時間（EDT）。

## 歴史
アダルトスイムは2001年9月2日に、『ホームムービーズ』を放送して、カートゥーン ネットワークのスピンオフとして発足した。最初に本格的に放送されたアニメーション作品は、『カウボーイビバップ』である。バンパーに毎回新作のジョークが挟まれることが多いのが特徴である。
2005年3月28日、カートゥーン ネットワークを有するターナー・ブロードキャスティングは、ニールセンメディアリサーチの視聴率調査でチャンネルを区別して扱いやすいように、カートゥーン ネットワークからアダルトスイム枠を分割した。アダルトスイムの番組のいくつかは、広告収入によってまかなわれるインターネット無料ビデオサービス「アダルトスイムビデオ」を通して、オンデマンドで見ることができる。
当初は日曜日のみの区分で放送がされ、木曜日に再放送がされていた。
以下のように放送された。
- 平日午後11時に本放送、午前2時に再放送
- 土曜日午後11時に本放送、午前2時に再放送（番組内容はアクション系が多い）
- 日曜日午後10時に本放送、午前1時30分に再放送（番組内容はコメディ系が多い）

2014年初頭、カートゥーン ネットワークはアダルトスイムの人気の高さと視聴率の高さから、放送枠を毎日夜の8時から翌朝6時までに拡大した。これより前の2012年、カートゥーン ネットワークは「Toonami」を、日本のアニメに重きを置いた土曜深夜の放送枠として再出発させた。
2015年2月、視聴率不振を理由にアダルトスイムはToonamiとともに枠が縮小された。土曜日の午後11時半から日曜日朝6時までの6時間半分の放送枠はその半分にあたる土曜日午前12時から日曜日午前3時半までに短縮された。6時間半の枠のうち日曜日朝6時までの後半部分は昔の番組の再放送で、このうち『カウボーイビバップ』と『攻殻機動隊 S.A.C』は十数年にわたって再放送を繰り返してきたが、2015年の再編により放送を終えた。しかし、最近では新作アニメなどのラインナップが豊富になり現在では、土曜午後9時から、日曜日の午前4時までと、枠を拡大しつつある。
2020年〜2022年以降はワーナー側の方針転換により、アダルトスイム枠の新作番組が大幅に増加しつつある。アダルトスイムの時間帯も夕方から始まるように拡張されている。

### アド・キャンペーン爆弾騒動

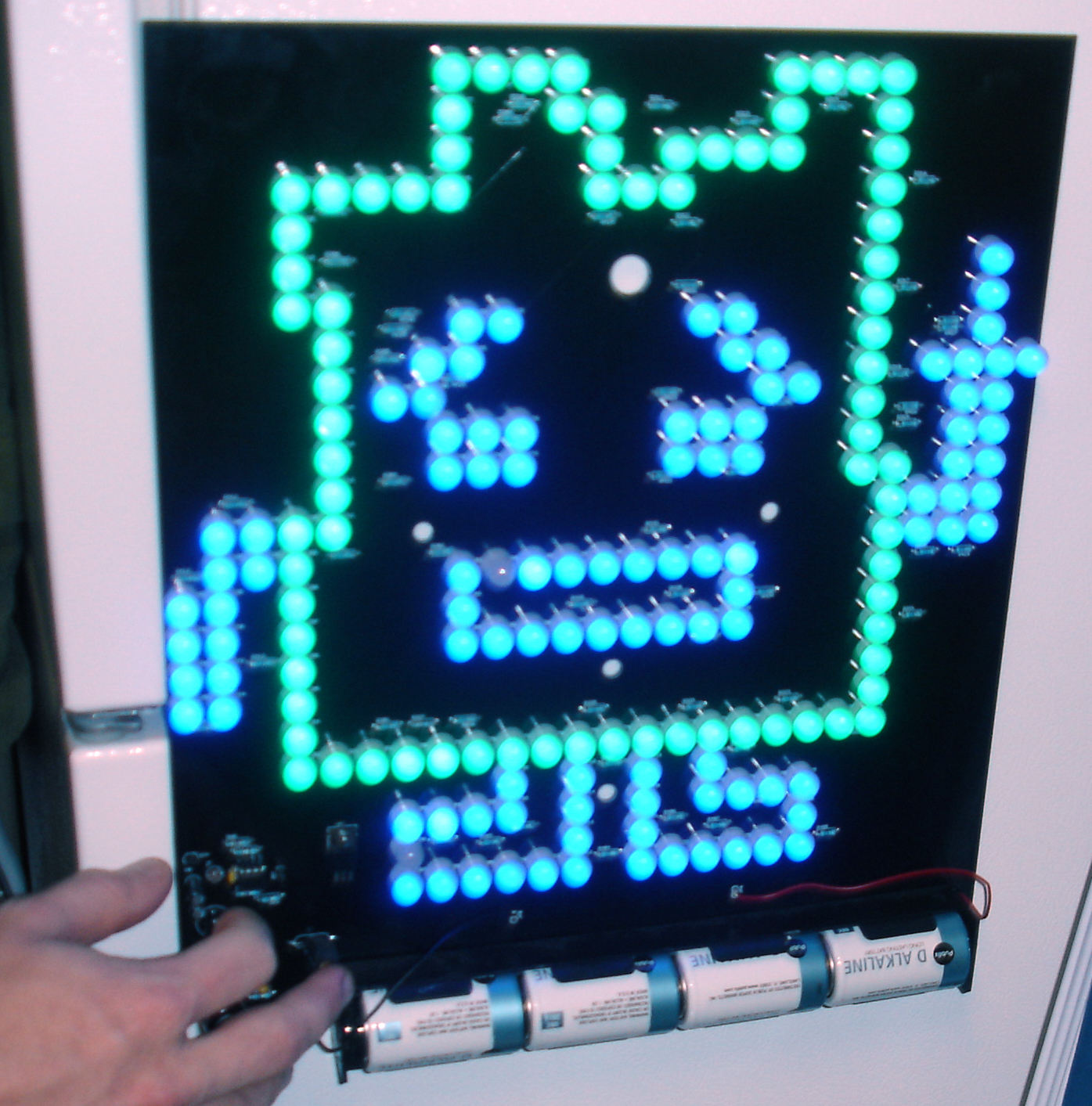
ボストン・アド・キャンペーン爆弾騒動の際用いられた『アクア・ティーン・ハンガー・フォース』のキャラクターIgnignoktの形に並べられたライト

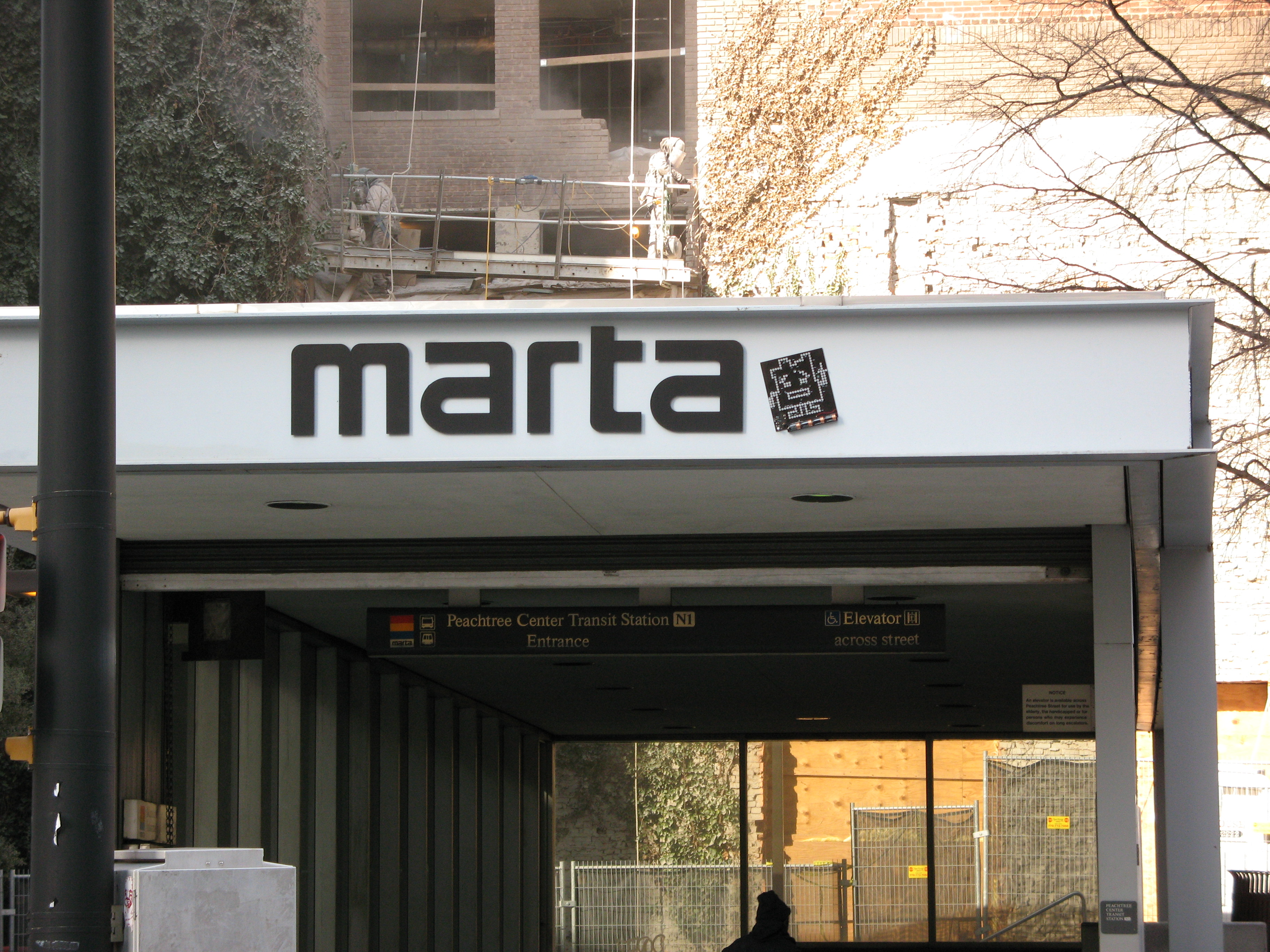
アトランタ・マルタの鉄道駅ピーチツリー・センター駅に仕掛けられたライト

ターナー・ブロードキャスティング・システムは、2007年1月31日に、ボストンで起こした爆弾騒動（ゲリラ・マーケティング）についての謝罪文を発表した。ターナー・ブロードキャスティングからボストン・グローブ紙へ送られた電子メールは下記の通り。
問題の『小包』は、何の害も引き起こさない磁気式のライトです。これらは、アダルトスイム枠のテレビアニメ『アクア・ティーン・ハンガー・フォース』の10都市での屋外マーケティング・キャンペーンの一部です。それらはボストン、ニューヨーク、ロサンゼルス、シカゴ、アトランタ、シアトル、ポートランド、オースティン、サンフランシスコ、フィラデルフィアに2、3週間置かれていました。親会社であるターナー・ブロードキャスティング・システムは、その地域の警察と連邦警察にその宣伝の正確な場所を知らせています。これらが害を及ぼすものと誤解されたことを残念に思います。
1月31日、ボストン市警とマサチューセッツ州警察は、ボストンで怪しい包みを見たという複数の通報を受けて駆けつけた。2007年2月1日、ボストン当局はこの騒動に関わった2人の男性を逮捕。CNNによると、同州アーリントン出身のフリーランスのビデオ作家ピーター・バードブスキー（27）とショーン・スティーブンス（28）は、パニックをあおるような悪ふざけは、無法な行為に等しいとして、罰金を払うように言い渡された。
2月5日、ターナー・ブロードキャスティングとマーケティング会社のインターフェアランス社は、賠償金として200万ドルを支払うことを発表した（内訳：ボストン市へ100万ドル、慈善事業団体へ100万ドル）。4日後の2月9日、カートゥーン ネットワークのCEOジム・サンプルズが辞職した。

### ロゴマークおよび番宣CM
当初、番組とコマーシャルの間に放送されるCMは、市民プールで監視員が「子供の皆さんはプールから出てください」とメガホンで呼びかける中、老人達が泳いだり、食事をとったり、運動をしたり、プールに関した行動をとる一連の映像だった。アダルトスイムのロゴは、全て大文字で、静止した前述の映像の後に映された。土曜日には、コンピューター合成の声のナレーションがあった。
土曜日枠が2002年に始まった際、放送枠の中に、さまざまなアニメの一部分が入った。アダルトスイムのオリジナルテーマ曲は、ラテンジャズ・ミュージシャンのティト・プエンテの楽曲『マンボ・ガレゴ』を、メルボルンのミュージシャン、ダスト・デビルがリミックスした「D-code」だった。
2003年1月12日、アダルトスイムのキャラクターによるアニメーションの安全マニュアルの映像が、老人達の映像に取って替わった。ロゴも、黄色い半影（薄い影）と黒い丸をバックにした赤字のアダルトスイムの文字に替わった。
現在のコマーシャル・バンパーは、2003年5月25日に初めて流れたもので、黒い背景に白い文字が入った幕間カードである。このカードは、番組のおしらせから、番組とはまったく関係のないスタッフの個人的な意見などが含まれる。それに加えて、アクション番組のお知らせでは、日本のティルトシフト（模型風撮影）写真や、抽象的な写真がしばしばイエスタデイズ・ニュー・クインテットのビデオクリップと共に使われることがある。

### アダルトスイムビデオ
番組が放送されていない時間帯にファンが見られるようにするために、2005年9月16日、Adult Swim.comは、ウェブを基にしたビデオ配信サービス「フライデー・ナイト・フィックス」を始めた。当初はアダルトスイムで平日に放送されている時間帯の金曜日しか利用できなかった。
- 2006年3月26日に「アダルトスイム・フィックス」に名称変更。
- 2007年3月11日に「アダルトスイムビデオ」へ名称変更。

アダルトスイムは、古今のコメディー作品を、連続で繰り返し放送する。毎週金曜日の午後6時（東部標準時）に更新され、アメリカでしか視聴できない。

## シンボルマーク

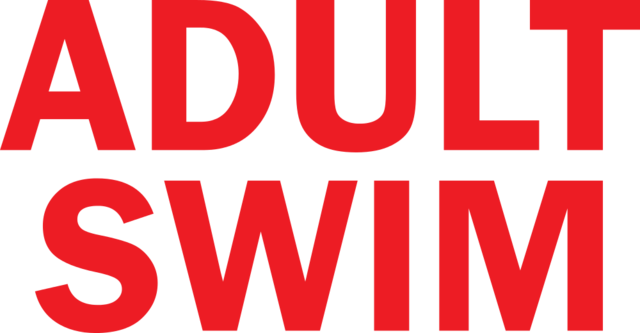
2001年9月2日 - 2002年2月23日
2002年2月23日 - 2003年5月25日
2003年5月25日 - 現在

## 番組内容
このネットワークは、ToonamiやMiguziを作ったウィリアムズ・ストリートによって編集されており、大人向けのアメリカ製アニメシリーズや単発作品から、日本のアニメシリーズ、OVA、映画などで幅広く構成されている。
アダルトスイムの宣伝は、視聴者の多くを占める大学生から20代、30代をターゲットにしている。2004年9月1日付け「プロモ誌」によると、アダルトスイムのラインナップの宣伝として全米の大学30校をまわって学生寮の部屋にポスターを配布するなどの活動を行った。
初期は『カウボーイビバップ』をはじめとする日本のアニメ作品の放送が多かったが、2000年代半ばから日本のアニメの割合が減った。それでも完全に日本のアニメの放送から撤退したわけではなく、2013年には『ソードアート・オンライン』が、2014年1月には『スペース☆ダンディ』がそれぞれこの放送枠で放送された。2014年の時点において、ベーシックチャンネル全体における18-34歳層の視聴率は前年比で14%の下落があった一方、アダルトスイムは視聴率の変動がなかった。
2023年以降は午後5〜7時に90〜2000年代のカートゥーン ネットワークのキッズ向け作品を放映する「Checkered Past」と呼ばれる時間帯が新たに設けられた。

### オリジナルシリーズ
- Dr. Steve Bruleと見てみな!（英語版）
- エリック・アンドレ・ショー
- ホット パッケージ（英語版）
- オフ・ザ・エア（英語版）
- The Restless Bell
- リック・アンド・モーティ
- ロボット・チキン
- Squidbillies（英語版）
- 危ない兄弟（英語版）
- Your Pretty Face Is Going to Hell（英語版）
- Williams Stream（毎 合計30分放送）
- The Adult Swim Golf Classic
- アポロガントレット
- Royal Crackers
- My Adventures with Superman
- YOLO
- Primal
- Smiling Friends

### 放送終了したオリジナルシリーズ
- 12 oz. Mouse（英語版）
- アクア・ティーン・ハンガー・フォース
- アッシー・マギー（英語版）
- ブラック ダイナマイト（英語版）
- ブーンドックス
- ブレーキ ショー（英語版）（『Space Ghost Coast to Coast』のスピンオフ作品）
- チルドレンズホスピタル
- チャイナ, IL（英語版）
- Delocated（英語版）
- ドリンキー・クロウ・ショー（英語版）
- イーグルハート（英語版）
- ファットガイ インターネットで立ち往生（英語版）
- フリスキン ディンゴ（英語版）
- テレビ史上最大（英語版）
- Harvey Birdman, Attorney at Law（英語版）（『電子鳥人Uバード』を基にしたアニメーション作品）
- The Heart, She Holler（英語版）
- ホームムービーズ
- のゼリーたち!（英語版）
- Lucy, the Daughter of the Devil（英語版）
- Mary Shelley's Frankenhole（英語版）
- Metalocalypse（英語版）
- Minoriteam（英語版）
- Mongo Wrestling Alliance（英語版）
- Moral Orel（英語版）
- NTSF:SD:SUV::
- Perfect Hair Forever（英語版）
- The Rising Son
- モグラメンのサウル（英語版）
- シーラブ 2021（英語版）
- Soul Quest Overdrive
- Superjail!
- Space Ghost Coast to Coast（英語版）（『宇宙怪人ゴースト』を基にしたアニメーション作品）
- Stroker and Hoop（英語版）
- ティム・アンド・エリック・ショー、よくやった!（英語版）
- MAX タイタン（英語版）
- トム、市長に行く（英語版）
- Xavier: Renegade Angel（英語版）
- You're Whole（英語版）

### 他局の作品
- アメリカン・ダッド
- キング・オブ・ザ・ヒル
- ザ・クリーヴランド・ショウ（英語版）
- Beware the Batman（英語版）
- ボブズ・バーガーズ（英語版）
- サムライジャック
- ファミリー・ガイ
- スター・ウォーズ/クローン・ウォーズ
- ピーウィーのプレイハウス

### Checkered Pastで放映された作品
- デクスターズラボ
- エド エッド エディ
- ビリー&マンディ
- おくびょうなカーレッジくん
- カウ&チキン
- I am ウィーゼル
- 邪悪なコンカルネ

### 日本製アニメ（シンジケート放送含む）
- 機動戦士ガンダム（Toonamiでも放送）
  - 機動戦士ガンダム0080 ポケットの中の戦争（Toonamiでも放送）
  - 機動戦士ガンダム0083 STARDUST MEMORY（最終回のみTV-PG指定）
- クレヨンしんちゃん
- 機動警察パトレイバー
- 天元突破グレンラガン
- ヘルシング Ultimate OVA シリーズ
- ブラッククローバー
- NARUTO -ナルト- 疾風伝
- BORUTO-ボルト- -NARUTO NEXT GENERATIONS-
- Dr.STONE
- SSSS.GRIDMAN
- ジョジョの奇妙な冒険：スターダストクルセイダース
- ジョジョの奇妙な冒険：ダイヤモンドは砕けない
- 僕のヒーローアカデミア
- ポプテピピック（TV-14指定）
- ルパン三世
- 新世紀エヴァンゲリオン
- モブサイコ100
- メガロボクス
- 星方武侠アウトロースター（無修正版）
- ワンパンマン
- サムライチャンプルー
- スクライド
- OH!スーパーミルクチャン
- ロードス島戦記
- 天地無用!（無修正版）
- 進撃の巨人（S1〜S3）
- 寄生獣（テレビアニメ版）
- ドラゴンボール シリーズ
  - ドラゴンボール改
  - ドラゴンボール超（TV-PG指定）
- Dimension W
- 妄想代理人
- 女神候補生（無修正版）
- スペース☆ダンディ
- HUNTER×HUNTER（日本テレビ版）
- BLEACH
- THE ビッグオー
- コードギアス 反逆のルルーシュ、R2
- BLOOD+
- カウボーイビバップ（アダルトスイムとしての初作品）
- DEATH NOTE
- フリクリ
  - TV版フリクリ プログレ（劇場版を再編成）
  - TV版フリクリ オルタナ（劇場版を再編成）
- 鋼の錬金術師
- 攻殻機動隊 STAND ALONE COMPLEX、攻殻機動隊 S.A.C. 2nd GIG
- 犬夜叉
- 半妖の夜叉姫
- 交響詩篇エウレカセブン
- トライガン
- Sand Whale and Me：砂クジラと私（Toonami20周年記念作品）

#### 映画・劇場版アニメ
- アニマトリックス
- 劇場版 カウボーイビバップ 天国の扉（R指定）
- エスカフローネ
- 犬夜叉 時代を越える想い
- 犬夜叉 鏡の中の夢幻城
- 犬夜叉 天下覇道の剣
- 犬夜叉 紅蓮の蓬莱島
- メトロポリス（PG-13指定）
- 機動戦士ガンダム 逆襲のシャア（PG-13指定）

## 他メディアへの展開

### テレビゲーム
アダルトスイムは2005年に、アクア・ティーン・ハンガー・フォース、スペース ゴースト・コースト・トゥ・コースト、ザ・ブラック・ショー、シーラボ2021を基にしたテレビゲームを開発するために、ミッドウェイゲームズと提携した。アクア・ティーン・ハンガー・フォースを基にしたゲーム、アクア・ティーン・ハンガー・フォース ゾンビ・ニンジャ・プロアムは、2007年2月5日にPlayStation 2用ソフトとして売り出された。このゲームは、格闘ゲームやゴルフゲームと同じレーンのゴルフゲームである。また、ハーベイバードマン アトーニー・アト・ローを基にしたPlayStation 2・PSP・Wii用ゲームが、カプコンから売り出された。
- アダルトスイム - メディア芸術データベース

### 音楽
アダルトスイムは、インディーズレーベルであるストーンズ・スロー・レコーズとも契約を結んでいる。多くの広告やパッケージングには、マドリブ、オーノー、ジェイディラ、サイケ・オリガミといったミュージシャンの音楽が使われている。2006年、ストーンズ・スローとアダルトスイムは、「クローム・チルドレン」という共同制作アルバムを作り出した。
多様なエレクトロニックミュージックはしばしば、ボードオブカナダや、クリス・クラーク、ジャクソンアンドヒズコンピュータバンドといったワープレコーズ所属のアーティストの楽曲を使用している。さらに、ニューヨークにあるノームレックスレーベルからは、マシンドラムの楽曲が使用されている。
このネットワークは、プロデューサー・デンジャーマウスとラッパー・MF DoomのコラボであるDANGER DOOMと初期のスタジオLP『マウス・アンド・マスク』にも参加していた。
2006年、アダルトスイムとチョコレート・インダストリーズは無料でダウンロードできる「チョコレートスイム」をリリースした。同じ年の5月、アダルトスイムは似たような方式で、「ウォーム&スクラッチー」という、さまざまなレーベルやサブジャンルのインディーズロックバンドを中心に集めたアルバムを出した。

### ビデオ・オン・デマンド
2007年半ば、アダルトスイムは、ケーブルテレビのプロバイダにビデオ・オン・デマンドのチャンネルを設けた。コメディ作品は、アダルトスイムのオリジナル作品からいくつかの話がある一方、アクション作品はBANDAI ENTERTAINMENT, INC.やジェネオン、ビズメディアのアニメシリーズや映画が配信されており、テレビ放送されていないものもある。
『スクライド』は2005年にテレビで本放送される前に、ビデオ・オン・デマンドで配信された。
アクア・ティーン・ハンガー・フォースやザ・ベンチャー・ブラザーズといった人気作はiTunesで購入できる。さらに2006年9月22日から、アダルトスイムの番組のいくつかは、Xbox Live Video Marketplaceで購入することができる。

### ポッドキャスト
アダルトスイムは2006年3月21日から9月19日までアップル社のiTunesでビデオ・ポッドキャストを配信した。内容は、番組の舞台裏や、セイブド・バイ・ベルのデニス・ハスキンズへのインタビューや、メタロカリプスのブレンドン・スモールとトミー・ブラッチャーの観察など限られたものだった。このポッドキャストはiTunesでのダウンロード数ランキング2位を記録した。

### ウェブサイト
アダルトスイムは、新番組の情報や映像、ゲームを含んだウェブサイトを運営している。ウィリアムズ・ストリートのスタッフは、視聴者からの質問に答えたり、アダルトスイムの番組についての意見にあてて送ったりするために、掲示板にしばしばアクセスする。番組が放送されているそのときに、ファンが投稿していると思われる書き込みもある。
アダルトスイムオンラインでプレイできるゲームは以下のとおり。
- 5ミニッツ・トゥ・キル・ユアセルフ[7]
- バイブル・ファイト
- キャンディ・マウンテン・マサクレー
- オーファン・フィースト
- ヴィヴァ・カリギュラ
- フェアウェイ・トゥ・ヘル
- アマチュア・サージェオン

## アメリカ国外のアダルトスイム
アダルトスイムは2005年から活発に世界中へと広がりつつある。ニュージーランド、オーストラリア、ラテンアメリカでは、アメリカ合衆国と同じく、その国のカートゥーン ネットワークで放送されている。ソニー・ピクチャーズ テレビジョンは、ターナー・ブロードキャスティングの代わりに取り扱っているであろう番組や配布物を所持し、運営している。例えば、ソニーのアニマックスは、アジアでの放送権を所持している。

### アダルトスイムの国内発展
アダルトスイムは2006年頃に国内プロモーションもなされていたが、日本では未だ放送開始には至っていない。

### オーストラリア・ニュージーランド
オーストラリア・ニュージーランドでは、2005年から2007年12月31日まで、アダルトスイムはカートゥーン ネットワークで放映されていた。また、アダルトスイムで放送されたいくつかのシリーズ作品は、マッドマン・エンターテインメントより、リージョンNo.4でDVDがリリースされている。

### イギリス
2007年に始まり、ブラボーというイギリスのテレビ局が、アダルトスイムを夜中に放送している。他の国のアダルトスイムはタイム・ワーナー傘下にあるカートゥーン ネットワークで放送されるのに対し、ブラボーチャンネルは、バージン・メディア・テレビジョン傘下にある。
イギリスのアダルトスイムで放送される番組は以下のとおり。
- ロボット・チキン
- アクア・ティーン・ハンガー・フォース
- シーラボ2021
- ザ・ブラック・ショー
- トム・ゴーズ・トゥ・ザ・メイヤー
- スペースゴースト コースト・トゥ・コースト
- ザ・ベンチャーブラザーズ
- モラル・オレル
- メタロカリプス

ウィリアムズ・ストリートのものでない作品は、ストリッパラと、キッド・ノトリウスである。放送された最初のアクションシリーズはアフロサムライで、2007年5月7日にイギリスのオリジナルアニメ、モダン・トスと並んで放送された。Adult Swim.co.ukでは、以下の作品の全ての話を24時間いつでも見られる。
- スキッドビリーズ
- ハーヴェイ・バードマン アトーニー・アット・ロウ
- トム・ゴーズ・トゥ・メイヤー
- マイノリチーム
- ストローカー・アンド・フープ
- モラル・オーレル
- 12オンスマウス
- パーフェクト・ヘア・フォーエバー
- メタロカリプス
- フリスキー・ディング

テレビ放送をブラボーUKが行っているのに対し、ウェブサイトは、タイム・ワーナーが所有している。現在、BTビジョンでアダルトスイムのオンデマンド配信が行われており、スカイズ・モバイルTVでもアダルトスイムを試聴できる。

### ラテンアメリカ
ラテンアメリカの地域では、アダルトスイムは毎週金〜日曜日にスペイン語またはポルトガル語で放送されている。日本のアニメは、ラインナップ外であり、月曜日から木曜日にToonami枠で放送されている。フューチュラマ、ファミリー・ガイ、アメリカン・ダッドといった20世紀FOXの作品はアダルトスイムで放送されることはなく、FOXラテンアメリカやFXラテンアメリカの、似たような番組枠「ノー・モレスタ！（邪魔しないで!の意味）」で、平日にFOXラテンアメリカ、金曜日にFXラテンアメリカで放送されている。
チリでは国内最大のケーブルテレビ局VTRが、子供向けアニメの録画とアダルトスイムを置き換えるために、アダルトスイムを検閲することにしたが、視聴者は追加料金を払えばVTRのプレミアムチャンネルでアダルトスイムを見ることができた。2007年4月からは検閲無しで見ることができるようになった。以下の作品が毎週金〜日曜日の午前1時から見ることができる。
- アクア・ティーン・ハンガー・フォース
- ハーヴェイ・バードマン アトーニー・アト・ロウ
- シーラボ2021
- ベンチャー・ブラザーズ
- ベイビーブルーズ
- アンダーグラッズ
- ロボットチキン
- ホームムービーズ

2007年、午後11時から始まる国では、最初の2時間が放送されなくなり、午前3時-5時に放送されていたアンコール放送もなくなった。

### カナダ
カナダのテレトゥーンの英語放送には、毎晩アダルトスイムと似た番組を流すティーン及び大人向け番組枠「テレトゥーン・アット・ナイト」がある。下記を含むアダルトスイムの番組はこの枠で放送される。
- 12オンスマウス
- アクア・ティーン・ハンガー・フォース
- ファミリー・ガイ
- フューチュラマ
- ハーヴェイ・バードマン アトニー・アット・ロウ
- メタロカリプス
- ロボットチキン
- スクイッドビリーズ
- ストローカー・アンド・フープ
- ブーンドックス
- トム・ゴーズ・トゥ・ザ・メイヤー
- スペースゴースト コースト・トゥ・コースト

2007年7月から、同様の番組枠「ザ・ディトゥアー（The Detour）」で放送されていた14のアダルトスイムの番組のうち、7つの放送が取りやめになり、カナダで製作された大人向けのアニメに差し替えられた。
テレトゥーンのフランス語放送も、「テレトゥーン・ラ・ニュイ」という、大人向けの番組枠を設けており、以下の作品が放送されている。
- ブーンドックス
- ファミリー・ガイ
- ホームムービーズ
- フューチュラマ

ティム・アンド・エリック・オーサム・ショーは、アダルトスイム制作番組で唯一カナダのテレトゥーンではなく、CTVテレビ傘下のザ・コメディ・ネットワークで放送されている。同様に、YTVもバイオニックスという番組枠で、アダルトスイム制作番組を放送している。
2009年6月より、ケーブルチャンネル「G4カナダ」が「アダルト・デジタル・ディストラクション」という番組枠で、多くのアダルトスイム制作番組を放送している。

### フィリピン
フィリピンはアジアで唯一、アダルトスイムが放送された国だった。最近になって放送が取りやめられたが、理由は不明である。

### 南アフリカ
アダルトスイムは毎日午後11時〜午前1時のあいだに、DStVネットワークのgoチャンネルで見ることができる。放送番組は以下のとおり。
- ロボットチキン
- ザ・ブラック・ショー
- アクア・ティーン・ハンガー・フォース
- シーラブ2021
- ベンチャー・ブラザーズ
- ストローカー・アンド・フープ
- ハーヴェイ・バードマン アトーニー・アット・ロウ

### スペイン
アダルトスイムはTNTスペインで毎週金〜日曜日の午前1時から4時までの間に放送されている。
放送番組は以下のとおり。
- ロボットチキン
- ハーヴェイ・バードマン アトーニー・アット・ロウ
- アクア・ティーン・ハンガー・フォース
- スペースゴースト コースト・トゥ・コースト

### ドイツ
アダルトスイムは、プロシベンサット1メディアAG傘下のドイツの有料チャンネル、サット1コメディで毎週水曜日の午後8時15分から9時45分まで放送されている。
放送番組は以下のとおり。
- アクア・ティーン・ハンガー・フォース
- モラル・オーレル
- ロボットチキン
- ストローカー・アンド・フープ
- ザ・ブラック・ショー
- ベンチャー・ブラザーズ

### ロシア
アダルトスイムは、最近再び始まった2x2チャンネルで放送されている。‘［здалт свим］'（edult swim）という、英語版に近いロゴに直されている。放送地域は、モスクワ、モスクワオブライスと、サンクトペテルブルクである。
放送作品は以下のとおり。
- 12オンスマウス
- アクア・ティーン・ハンガー・フォース
- ザ・ブラック・ショー
- ジ・オブロングス
- ベンチャー・ブラザーズ
- ロボットチキン
- シーラボ2021
- ストローカー・アンド・フープ
- スクイッドビリーズ
- メタロカリプス
- パーフェクト・ヘア・フォーエバー
- ハーヴェイ・バードマン アトーニー・アット・ロウ

### 日本
2024年9月19日、既にワーナー・ブラザース・ディスカバリーとの間でパートナーシップ契約を締結し、HBO並びにHBO Max作品を独占配信してきたU-NEXTは同日付で新たなパートナーシップ契約を締結し、Maxの作品を同月25日から独占配信することを発表した。配信作品の中にはアダルトスイムも含まれているため、U-NEXTを経由する形でアダルトスイムを含んだカートゥーン ネットワークの作品が配信されることになった。